# Estación de Los Espartales
Los Espartales es una estación de la línea 12 del Metro de Madrid ubicada bajo la avenida de Rigoberta Menchú, en el barrio de Getafe Norte (Getafe). Es la estación más cercana al estadio de fútbol Coliseum de Getafe.

## Historia
La estación abrió al público el 11 de abril de 2003.
Desde el 6 de julio de 2014, Los Espartales se convirtió en terminal de la línea 12 por las obras de mejora de las instalaciones entre esta estación y Arroyo Culebro. El motivo de estas obras fue la reposición y mejora de las condiciones existentes en la plataforma de vía con una serie de trabajos de consolidación, sustitución del sistema de fijación de la vía, impermeabilización del túnel e incremento de la capacidad de la red de drenaje. Las actuaciones permitirán que los trenes puedan duplicar su velocidad al pasar por este tramo, llegando a circular a más de 70 km/h. El servicio se restableció el 8 de septiembre de 2014.
Con motivo de las obras de conexión de línea 3 en Getafe, desde el 1 hasta el 22 de marzo de 2024, el tramo entre las estaciones de El Casar y Los Espartales permaneció cerrado. Se habilitó un Servicio Especial de autobús gratuito con parada en el entorno de las estaciones afectadas.

## Accesos
Vestíbulo Los Espartales
- Avenida de Rigoberta Menchú Avda. Rigoberta Menchú, 3 (esquina a C/ Rosa de Luxemburgo)
- Ascensor Avda. Rigoberta Menchú, 3 (esquina a C/ Rosa de Luxemburgo)

## Líneas y conexiones

### Metro
| << cabecera | < estación | línea | estación > | cabecera >> |
| ----------- | ---------- | ----- | ---------- | ----------- |
| circular    | El Casar   |       | El Bercial | circular    |

### Autobuses
| Diurnos |            |                                                |                           |
| Línea   | Destino    | Parada                                         | Operador                  |
| 3       | Circular A | 11720 Av. Rigoberta Menchú-Est. Los Espartales | Avanza Movilidad Integral |
| 3       | Circular B | 20118 Av. Rigoberta Menchú-Est. Los Espartales | Avanza Movilidad Integral |

| Diurnos   |                                   |                                                     |                           |
| Línea     | Destino                           | Parada                                              | Operador                  |
| 443       | Getafe (Barrio de Las Margaritas) | 11733 Av. María Zambrano-C.C. Bulevar (N.º 2)       | Avanza Movilidad Integral |
| 443       | Madrid (Plaza Elíptica)           | 11734 Av. María Zambrano-C.C. Bulevar (N.º 3)       | Avanza Movilidad Integral |
| 488       | Leganés (San Nicasio)             | 11720 Av. Rigoberta Menchú-Est. Los Espartales      | Empresa Martín            |
| 448       | Getafe (Hospital)                 | 11720 Av. Rigoberta Menchú-Est. Los Espartales      | Avanza Movilidad Integral |
| 448       | Madrid (Legazpi) (por Villaverde) | 20118 Av. Rigoberta Menchú-Est. Los Espartales      | Avanza Movilidad Integral |
| Nocturnos |                                   |                                                     |                           |
| Línea     | Destino                           | Parada                                              | Operador                  |
| N805      | Getafe (Los Molinos)              | 20019 Av. Federica Montseny-C.C. Bulevar            | Avanza Movilidad Integral |
| N807      | Getafe - Humanes - Griñón         | 20019 Av. Federica Montseny-C.C. Bulevar            | Avanza Movilidad Integral |
| N805      | Madrid (Atocha)                   | 12588 Pza. Fuente de Goya-Est. Los Espartales (s/n) | Avanza Movilidad Integral |
| N807      | Madrid (Atocha)                   | 12588 Pza. Fuente de Goya-Est. Los Espartales (s/n) | Avanza Movilidad Integral |